# Бауман, Ромед
Ромед Бауман (нем. Romed Baumann; род. 14 января 1986, Санкт-Йоганн, Тироль) — австрийский и немецкий горнолыжник,  трёхкратный призёр чемпионатов мира, участник Олимпийских игр 2010, 2014 и 2022 годов, многократный чемпион Австрии, победитель этапов Кубка мира. Выступает в скоростных дисциплинах и комбинации, в начале карьеры выступал также в технических видах.
Перед сезоном 2019/20 принял решение выступать за сборную Германии в связи с тем, что не мог пробиться в состав сборной Австрии.
Первый в истории спорта горнолыжник, выигравший медали чемпионата мира за две разные страны. 

## Биография
В Кубке мира Бауман дебютировал в 2004 году, в феврале 2009 года одержал свою первую победу на этапе Кубка мира. Лучшее достижение в общем зачёте Кубка мира — 7-е место в сезоне 2010/11.
На Олимпийских играх 2010 года в Ванкувере стал 5-м в гигантском слаломе, кроме того стартовал в комбинации, но не добрался до финиша. На Олимпийских играх 2014 года выступал в суперкомбинации и занял 14-е место. На Олимпийских играх 2022 года, выступая за Германию, стал 13-м в скоростном спуске и 7-м в супергиганте.
15 марта 2023 года в возрасте 37 лет и 2 месяцев стал призёром этапа Кубка мира в скоростном спуске в Андорре. Для Баумана это был первый подиум на этапах Кубка мира за 8 с лишним лет. С первого попадания в топ-3 на этапах Кубка мира прошло более 16 лет.
За свою карьеру участвовал в 10 подряд чемпионатах мира (2007, 2009, 2011, 2013, 2015, 2017, 2019, 2021, 2023, 2025), завоевал три медали.
Использует лыжи и ботинки производства фирмы Salomon.

## Результаты на крупнейших соревнованиях

### Зимние Олимпийские игры
| Олимпийские игры | Сборная  | Скоростной спуск | Супергигант | Гигантский слалом | Слалом | Комбинация | Команды |
| ---------------- | -------- | ---------------- | ----------- | ----------------- | ------ | ---------- | ------- |
| 2010 Ванкувер    | Австрия  | —                | —           | 5                 | —      | DNF DH     | н/д     |
| 2014 Сочи        | Австрия  | —                | —           | —                 | —      | 14         | н/д     |
| 2022 Пекин       | Германия | 13               | 7           | —                 | —      | —          | —       |

### Победы на этапах Кубка мира (2)
| № | Сезон   | Дата        | Место     | Дисциплина          |
| - | ------- | ----------- | --------- | ------------------- |
| 1 | 2008/09 | 22 фев 2009 | Сестриере | Суперкомбинация     |
| 2 | 2011/12 | 5 фев 2012  | Шамони    | Суперкомбинация (2) |